# Einzelmandatsträger
Ein Einzelmandatsträger ist ein ehrenamtliches Mitglied eines kommunalen Vertretungsorgans (z. B. Gemeinderat, Gemeindevertretung, Stadtrat, Stadtverordnetenversammlung, Kreistag), das durch die Aufstellung als Einzelbewerber (häufig parteilos) bei einer Kommunalwahl in das kommunale Vertretungsorgan (Hauptorgan) gewählt wurde. 
Der Einzelmandatsträger wird als solcher separat ausgewiesen, wenn er keiner Fraktion in diesem kommunalen Vertretungsorgan angehört. Einzelmandatsträger können auch Mitglied einer Fraktion sein.
Das Gegenteil vom Einzelmandatsträger sind Listenmandatsträger von Parteien oder Wählervereinigungen, die aufgrund eines Listenwahlvorschlages als ehrenamtliche Mitglieder in ein kommunales Hauptorgan gewählt wurden.
Um zum Einzelmandatsträger gewählt werden zu können, sind in Abhängigkeit von der geltenden Kommunalverfassung, (Gemeindeordnung) und den Kommunalwahlgesetzlichkeiten des jeweiligen Bundeslandes, eine entsprechende Mindestanzahl an Unterstützungsunterschriften für diesen Einzelbewerber notwendig. 
Für eine unterbrechungsfreie Wiederwahl zum Einzelmandatsträger sind meistens keine neuen Unterstützungsunterschriften notwendig. Hier genügt für den Wahlvorschlag die eigene Unterschrift des Einzelbewerbers.